# جامعة ولاية كارولاينا الشمالية
جامعة ولاية كارولاينا الشمالية في رالي (بالإنجليزية: NCSU: جامعة ولاية كارولاينا الشمالية) هي جامعة بحثية حكومية تأسست عام 1887م، وتقع في مدينة رالي، بولاية كارولاينا الشمالية، في الولايات المتحدة الأمريكية. تشكل الجامعة واحدة من ثلاث جامعات بحثية متميزة في منطقة مثلث البحوث بالتعاون مع جامعة ديوك في دورهام وجامعة ولاية كارولاينا الشمالية في تشابل هيل.
حالياً، يوجد في جامعة ولاية كارولاينا الشمالية في رالي أكثر من 34,000 طالب وطالبة، مما يجعلها أكبر جامعة في ولايتي كارولاينا الشمالية والجنوبية. عدد طلاب البكالوريوس يقترب من 24,000 طالب، فيما يبلغ عدد طلاب الدراسات العليا حوالي 10,000 طالب. تتميز الجامعة بتخصصات الهندسة والإحصاء والزراعة، وعلوم الحياة، وتحتوي الجامعة على 106 تخصص في درجة البكالوريوس، أما في الدراسات العليا فتضم 104 تخصص في درجة الماجستير، و 61 تخصص في درجة الدكتوراه.

## التاريخ

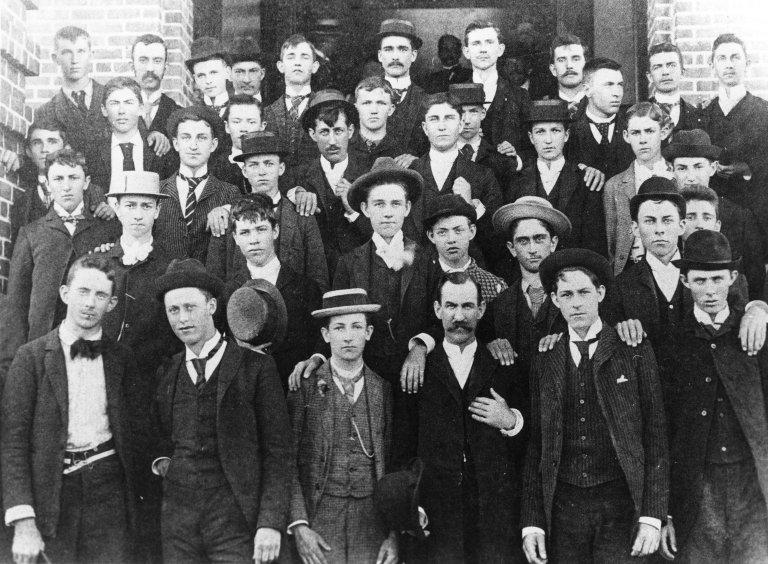
أول مجموعة من الطلبة في كلية الزراعة والفنون الميكانيكية عام 1889

أسست الجمعية العامة لولاية كارولينا الشمالية الكلية في 7 مارس 1887 تحت اسم «كلية نورث كارولينا للزراعة والفنون الميكانيكية» أو «نورث كارولينا إيه آند إم» باختصار. خلال فترة نظام الفصل العنصري، كان التسجيل في الكلية مفتوحًا للطلاب البيض فقط. حافظت الجامعة منذ تأسيسها على هذه أهدافها. بعد الافتتاح في عام 1889، شهدت الكلية تقلبًا في الالتحاق بها وتوسع تفويضها.
في عام 1917، غيرت اسمها إلى «كلية الزراعة والهندسة بولاية شمال كارولينا». خلال أزمة الكساد الكبير، دمجت حكومة ولاية كارولينا الشمالية بقيادة حاكمها أوليفر ماكس غاردنر، إداريًا جامعة نورث كارولينا في تشابل هيل وكلية المرأة (الآن جامعة نورث كارولينا في جرينسبورو) مع الكلية، وأصبح هذا التجمع يُدعى جامعة ولاية كارولينا الشمالية في عام 1931.
في عام 1937، انضم بليك آر فان لير كعميد وبدأ برنامج الدراسات العليا للهندسة فيها. بعد الحرب العالمية الثانية، نمت الجامعة وتطورت. مكّن قانون جي بيل الآلاف من قدامى المحاربين من الالتحاق بالجامعة، وتجاوز التسجيل عدد 5000 في عام 1947.

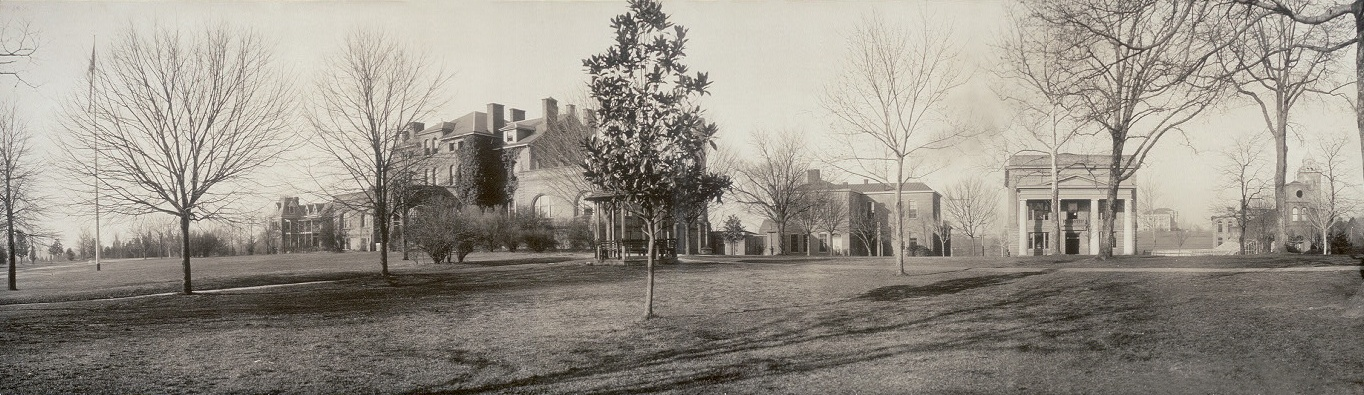
تم التقاط صورة بانورامية للحرم الجامعي حوالي عام 1909

أنشأت كلية الولاية برامج أكاديمية جديدة، بما في ذلك كلية الهندسة المعمارية وتصميم المناظر الطبيعية في عام 1947 (أعيدت تسميتها بمدرسة التصميم في عام 1948)، وكلية التربية في عام 1948، وكلية الغابات في عام 1950. في صيف عام 1956، عقب حكم المحكمة العليا الأمريكية في قضية براون ضد مجلس التعليم (1954) الذي كان التعليم العام المنفصل غير دستوري، سجلت كلية ولاية كارولينا الشمالية أول طلابها الجامعيين الأمريكيين من أصل أفريقي، إد كارسون، مانويل كروكيت، إيروين هولمز، وولتر هولمز.
في عام 2009، ألغت الجامعة ظهورًا مخططًا لتينزن غياتسو للتحدث في الحرم الجامعي، مشيرةً إلى مخاوف بشأن رد الفعل الصيني ونقص الوقت والموارد.
يحتفظ مركز أبحاث المجموعات الخاصة لمكتبات الجامعة، الموجود في مكتبة دي إتش هيل، بموقع ويب مخصص لتاريخ ولاية شمال كارولاينا بعنوان الحالة التاريخية.

## الحرم الجامعي

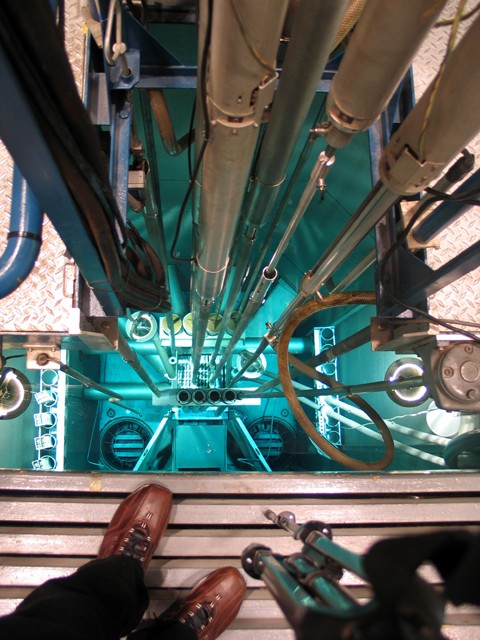
مفاعل بولستار في ولاية نورث كارولاينا هو مفاعل أبحاث نووي من نوع حوض السباحة بقدرة 1 ميغاواط.

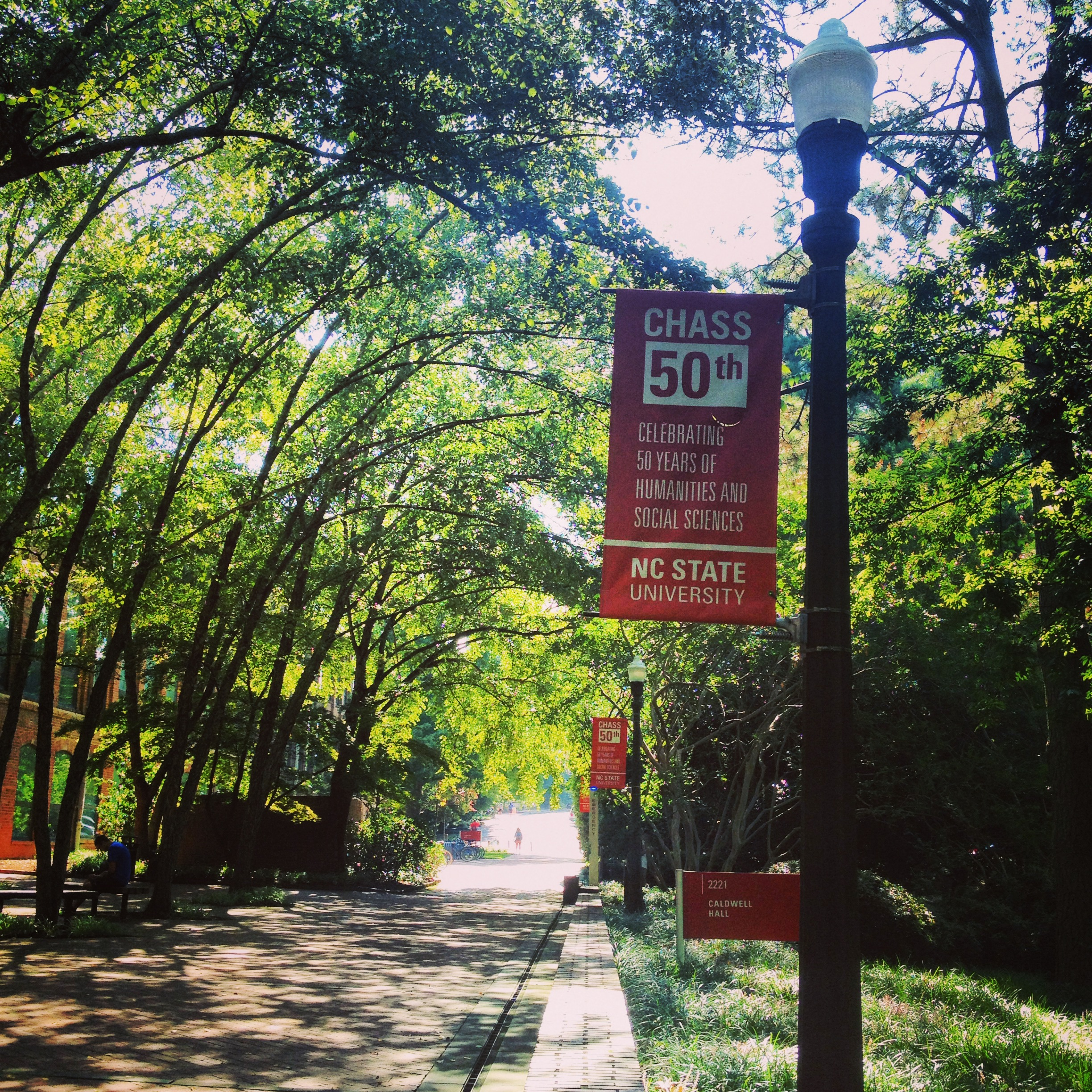
كلية العلوم الإنسانية والاجتماعية - ولاية نورث كارولاينا

يحتوي الحرم الجامعي الرئيسي في الجامعة على ثلاثة فروع فرعية: الحرم الجامعي الشمالي والحرم المركزي والحرم الجنوبي.
- يُعد الحرم الشمالي هو أقدم جزء منها وهو موطن لمعظم الأقسام الأكاديمية وعدد قليل من قاعات الإقامة.
- الحرم المركزي عبارة عن قاعات سكنية وكافيتريات وصالات للألعاب الرياضية ومرافق دعم الطلاب.
- الحرم الجنوبي، يضم المحكمة اليونانية ومركز ماكيمون للمؤتمرات والتدريب ومناطق وقوف الطلاب وركوبهم.

يتم فصل الحرم الجامعي الشمالي والمركزي بواسطة سكة حديد نورث كارولينا. تسمح أنفاق المشاة للطلاب بالتنقل بين الحرم الجامعي. يتم فصل الحرم الجامعي المركزي والجنوب عن طريق Western Boulevard، وهو شريان رئيسي في وسط المدينة. يقسم الإسكان الجامعي الحرم الجامعي الرئيسي إلى الحرم الجامعي الغربي والمركزي والشرقي لأغراض السكن الجامعي. ينقسم الحرم الجامعي الغربي والوسطى بواسطة دان ألين درايف، بينما يتم تقسيم الحرم المركزي والشرق بواسطة موريل درايف ورينولدز كوليسيوم.
من الناحية المعمارية، يشتهر الحرم الجامعي الرئيسي بمبانيه المميزة المبنية من الطوب الأحمر. تنتشر تماثيل الآجر في المناظر الطبيعية، ويطلق على ساحة الجامعة، بالعامية "The Brickyard"، في الحرم الشمالي لقب لمواد الرصف، ومعظم الأرصفة مصنوعة أيضًا من الطوب. تحتوي ساحة الطوب والأرصفة أيضًا على فسيفساء من الطوب الأبيض لشعار ألعاب القوى وأنماط أخرى.
يقع برج ميموريال بيل في الركن الشمالي الشرقي من الحرم الجامعي الشمالي، وهو بمثابة توقيع لولاية نورث كارولاينا ويظهر في ختم مستشار ولاية نورث كارولاينا. تم تشييده كنصب تذكاري للخريجين الذين قتلوا في الحرب العالمية الأولى. وهو برج من الجرانيت، اكتمل بناؤه في عام 1937.

## كليات الجامعة
اعتباراً من عام 2016م، تضم جامعة ولاية كارولاينا الشمالية الكليات والأقسام الأكاديمية التالية:
- كلية العلوم الزراعية
- كلية التصميم
- كلية التربية
- كلية الهندسة
- كلية العلوم
- كلية العلوم الإنسانية والاجتماعية
- كلية الموارد الطبيعية
- كلية الإدارة
- كلية المنسوجات
- كلية الطب البيطري
- كلية الدراسات العليا

## القبول في الجامعة
تعد الجامعة انتقائية جداً في القبول للمحافظة على سمعتها وتميزها، وتعتبر عملية القبول في الجامعة عملية تنافسية. تقبل الجامعة حوالي 50% من مجموع الطلبة المتقدمين للحصول على قبول أكاديمي. مثلاً، على مستوى الدراسات العليا، في عام 2015م تقدم للجامعة 14,394 طالب في كافة التخصصات، وتم قبول 3460 طالباً، بما نسبته (24%).

## الحياة الطلابية
تستضيف العديد من السكنات الجامعية الأحداث والفعاليات، لكنها تقوم بتطبيق سياسات المشروبات الكحولية بصرامة.
يضم مركز طلاب ويذرسبون مركزًا ثقافيًا أمريكيًا من أصل أفريقي يحتوي على معرض فني ومكتبة. انتقل المركز الثقافي إلى موقعه الحالي في ويذرسبون في عام 1991، بعد أن كان موجودًا سابقًا في المطبعة. تضم ويذرسبون أيضًا وسائط الطلاب ومكتبًا متعدد الثقافات لشؤون الطلاب.
تتضمن الحياة الطلابية في جامعة ولاية كارولينا الشمالية فرصًا في مجموعة متنوعة من الأنشطة والمنظمات. وتشمل هذه المجموعات متعددة الثقافات، ومجموعات الفنون، ومجموعات العمل السياسي والاجتماعي، والمجموعات الخدمية والمهنية، والجماعات الدينية، والمنظمات اليونانية، والمجموعات الرياضية والترفيهية، والمجموعات الأكاديمية والمهنية، ومجموعات المصالح الخاصة ونادي الجودو ونادي الفروسية في التاريخ الإسلامي وفرقة النمذجة السوداء.

### الإقامة في السكنات الجامعية
يعيش خمسة وثلاثون بالمائة من الطلاب الجامعيين المتفرغين في الحرم الجامعي في إحدى قاعات السكن التسعة عشر. توفر معظم قاعات السكن الأحداث التي تتأقلم الطلاب القادمين مع تجربة الكلية.
تنقسم مرافق الإسكان الجامعي إلى أربع مناطق: الحرم الشرقي، والحرم المركزي، والحرم الغربي، والشقق الجامعية.

#### الحرم الشرقي
يتكون الحرم الشرقي من عشر قاعات سكنية. وهي من بين أقدم قاعات السكن في الجامعة. يخدم Clark Dining Hall معظم الحرم الجامعي الشرقي.

#### الحرم المركزي
يتكون الحرم المركزي من سبع قاعات سكنية.

#### الحرم الغربي
يتكون الحرم الغربي من ثلاث قاعات سكنية، وهي أكبر ثلاث قاعات في الحرم الجامعي.

### الشقق الجامعية
هناك أربع مباني تضم شقق جامعية.

## خريجون بارزون
جامعة ولاية كارولاينا الشمالية لديها نحو 156,297 خريجًا حيًا، يعيش 61% منهم في ولاية كارولينا الشمالية. يوجد 100 نادي للخريجين في ولاية كارولينا الشمالية و 42 ولاية أخرى بها نوادي نشطة. بالإضافة إلى الخريجين. توظف الجامعة 2,040 عضو هيئة تدريس و 5,843 موظفًا. قدم عدد من خريجي وأعضاء هيئة التدريس في ولاية كارولينا الشمالية مساهمات كبيرة في مجالات الحكومة والجيش والعلوم والأوساط الأكاديمية والأعمال والفنون وألعاب القوى.
من أبرز الخريجين الذين شاركوا في السياسة جون إدواردز، السناتور الأمريكي السابق والمرشح الرئاسي مرتين جيم هنت، حاكم ولاية كارولينا الشمالية لأربع فترات، ونداء علام، أول امرأة مسلمة يتم انتخابها لمنصب حكومي في ولاية كارولينا الشمالية. وروبرت جيبس السكرتير الصحفي السابق للبيت الأبيض.
يشغل العديد من الخريجين أو شغلوا مناصب عليا في شركات كبيرة وتشمل هذه: شركة أبل (جيف ويليامز، الرئيس التنفيذي للعمليات)، كاتربيلر (جيمس دبليو أوينز)، معهد ساس (جيمس جودنايت، الرئيس والمدير التنفيذي).
حصل أكثر من 50 من خريجي الجامعة على رتبة عميد أو أعلى في جيش الولايات المتحدة. غالبًا ما يُشار إلى الجنرال ويليام لي على أنه «أبو القوات الأمريكية المجوقلة». كان الجنرال ماكسويل آر ثورمان، نائب رئيس الأركان السابق للجيش الأمريكي، أول ضابط من رتبة الأربع نجوم من خريجي الجامعة. هيو شيلتون، المتقاعد الآن، كان رئيسًا سابقًا لهيئة الأركان المشتركة وجنرالًا من فئة الأربع نجوم. الجنرال دان ك. مكنيل قاد قوة المساعدة الأمنية الدولية في أفغانستان.
أصبح بعض الخريجين قادة أكاديميين وطنيين، حيث شغل ألبرت كرنيسيل منصب مستشار جامعة كاليفورنيا في لوس أنجلوس من عام 1997 إلى عام 2006 بعد أن أمضى 23 عامًا في جامعة هارفارد. شغل بيل فرايدي منصب رئيس نظام جامعة نورث كارولينا لمدة 30 عامًا. عمل ويليام برانتلي أيكوك مستشارًا لجامعة نورث كارولينا في تشابل هيل من عام 1957 حتى عام 1964.

### الرياضيون
أصبح العديد من طلاب الجامعة في وقت لاحق رياضيين محترفين. حيث درب بيل كوير 15 موسماً مع فريق بيتسبرغ ستيلرز لكرة القدم، بما في ذلك فريق بطولة سوبر بول XL. وهو محلل استوديو في اتحاد كرة القدم الأمريكي اليوم.
أكثر من 130 من خريجي الجامعة يلعبون أو لعبوا في اتحاد كرة القدم الأميركي، ومن بين أبرز اللاعبين السابقين دون بوكي، وتوري هولت، ورومان غابرييل، وتيد براون، وديك كريستي، وهايوود جيفيرس، وفوغان جونسون، والدكتور جيري بانش، وجيم ريتشر، وكورين روبنسون، وديوين واشنطن، وأدريان ويلسون، وجيريشو كوتشيري ‏، وتانك تايلر.
من أبرز اللاعبين الحاليين ستيفن هاوسشكا وماني لوسون من بوفالو بيلز. مايك جلينون من جاكسونفيل جاغوارز؛ تي جيه جراهام من نيو أورلينز ساينتس، ستيفن تولوش من ديترويت ليونز؛ فيليب ريفرز، وراسيل ويلسون وجيه آر سويزي من سياتل سي هوكس.

لعب 41 خريجًا آخر في الدوري الاميركي للمحترفين بما في ذلك عضو قاعة نايسميث التذكارية لمشاهير كرة السلة ديفيد طومسون واللاعبين توم جوجليتوا وكيني كار وسباد ويب وسيديريك سيمونز وجوليوس هودج وجي جي هيكسون وجوش باول وثورل بيلي. لعب لاعب ولفباك السابق نيت ماكميلان في الدوري الاميركي للمحترفين وهو المدرب الحالي لفريق إنديانا بيسرز، بينما لعب لاعب ولفبك السابق، فيني ديل نيغرو، في الدوري الاميركي للمحترفين.

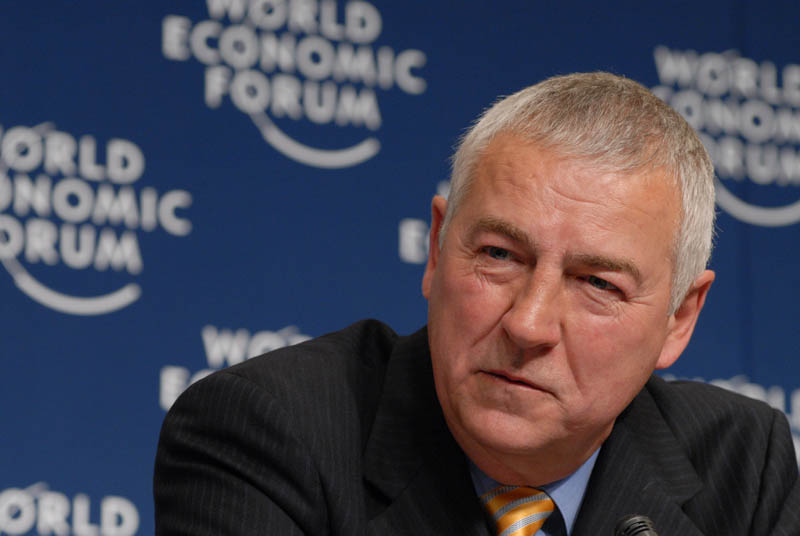
جيم جودنايت، مؤسس معهد ساس
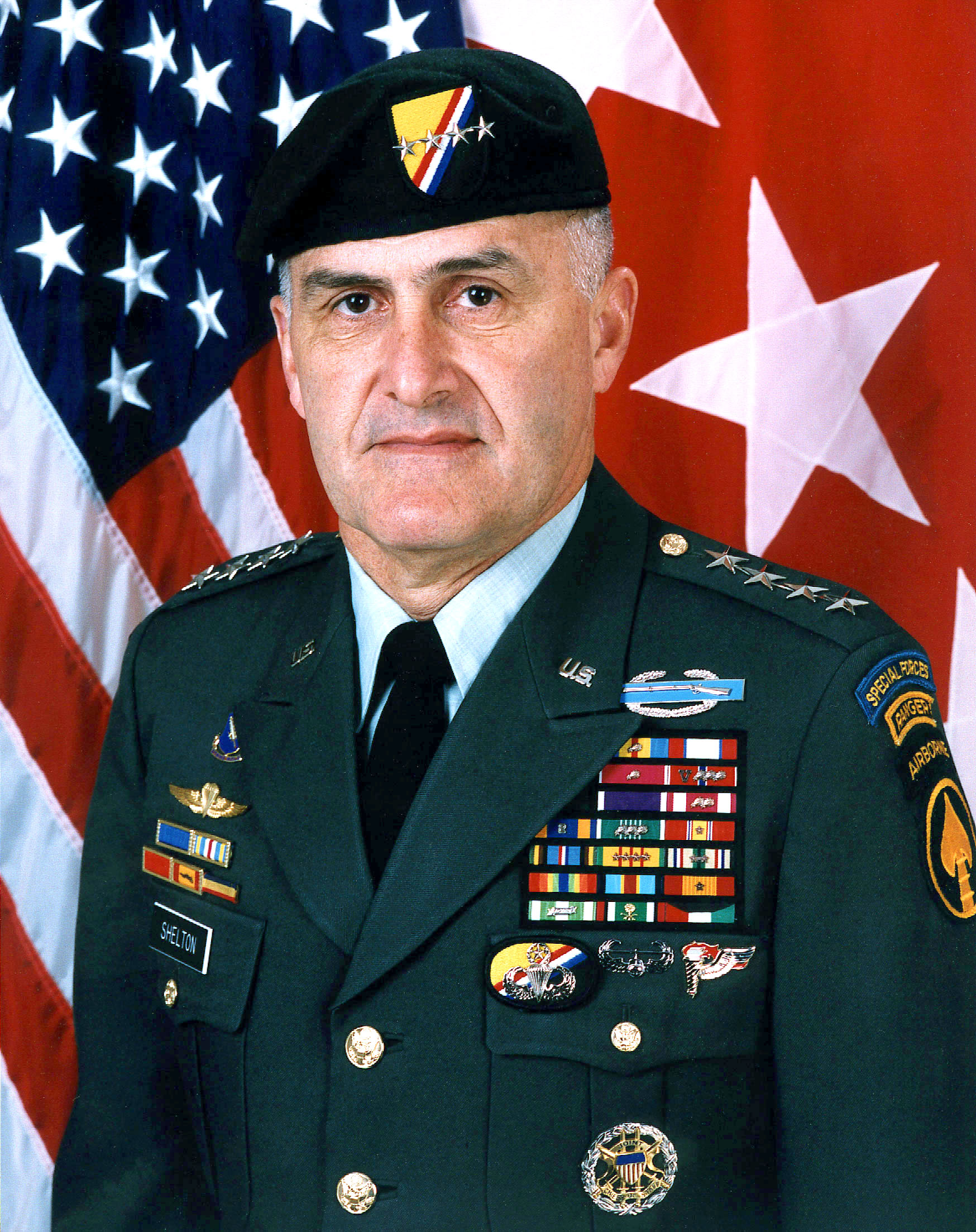
هنري إتش شيلتون، الرئيس السابق لهيئة الأركان المشتركة للقوات المسلحة الأمريكية
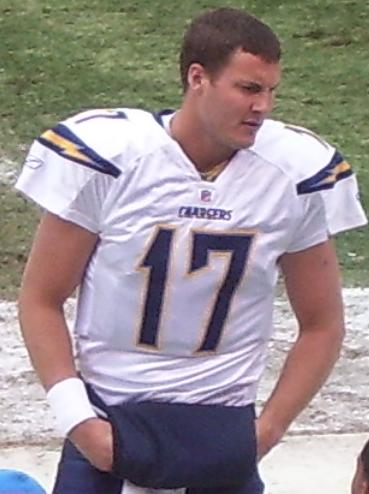
فيليب ريفرز
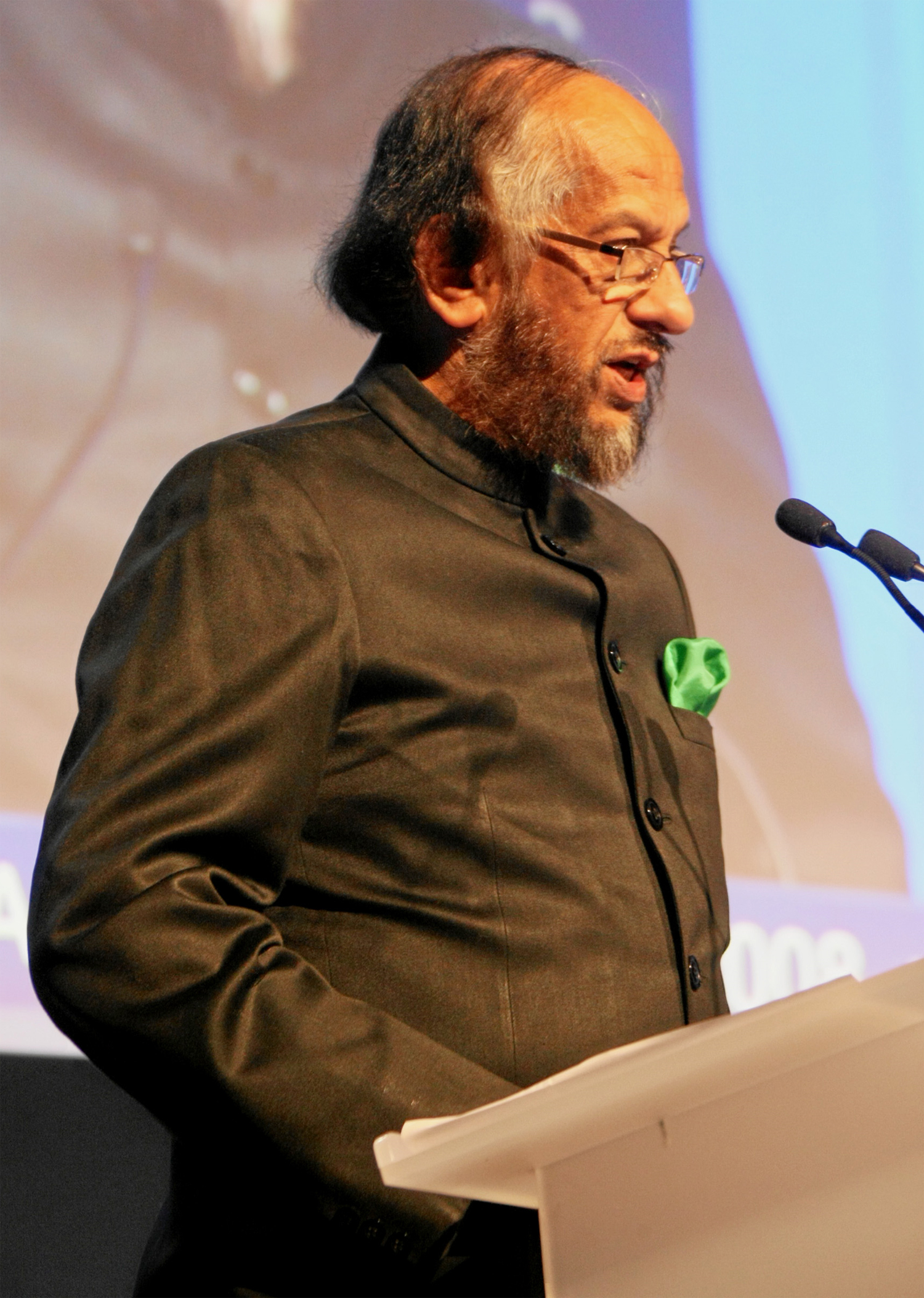
راجندرا كومار باتشوري، الرئيس السابق للهيئة الحكومية الدولية المعنية بتغير المناخ
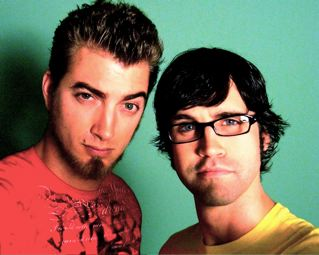
ريت ولينك، فنانان ترفيهيان  [لغات أخرى]‏ يستضيفان البرنامج الصباحي على الإنترنت